# La Basca
La Basca es una pedanía española de la Región de Murcia, situada al sureste del municipio de Beniel. Cuenta con una población de 341 habitantes (INE, 2022).

## Situación
Se encuentra a orillas del Río Segura, entre El Raal y Brazal de La Raja, a una altitud de 30 m s. n. m. Una de sus vías principales se conoce como Calle del Caballito, que se conecta con la Calle Nuestra Señora de la Salud y la RM-330.

## Historia y patrimonio
La cercanía de la pedanía de La Basca a Beniel hace que compartan una Historia común. Su situación geográfica en la frontera de Murcia y Valencia, influida por el paso del río Segura con las condiciones de un suelo poco productivo y pantanoso, repleto de marjales y tierras incultivables, y al acecho de las múltiples riadas, ha marcado su devenir histórico.
Hasta la Edad Media no se tiene constancia de asentamientos en la zona. Es con la conquista musulmana en los siglos IX y X cuando se tiene constancia de asentamiento en la zona de tribus árabes. Tras la Reconquista cristiana en el siglo XIII no se logró una repoblación efectiva de la zona, ya que eran preferibles otros lugares para el asentamiento y el cultivo de la tierra, y sólo se quedaron algunos mudéjares. Los enfrentamientos y conflictos entre la zona castellana y la aragonesa eran continuos por la jurisprudencia de estas tierras. Hasta el siglo XIV, no se firmó el tratado que delimitaría fronteras, pero esto no bastó para su repoblación.
La actividad de estas tierras estaba basada en una explotación extensiva de base ganadera, que se apoyaba en la presencia masiva de marjales y dehesas. La intención de cultivar nuevos lotes de tierras trajo un conflicto entre agricultores y ganaderos, que ganaron estos últimos por el peso de la ganadería en la economía del lugar. En el siglo XIV, todas estas tierras pasaron a una familia, la Junterón.
En el siglo XVII, se desecaron zonas impracticables para su cultivo, a través de la puesta en marcha de azarbes, lo que atrajo a familias que construirían la primitiva Ermita de La Basca. Unos doscientos años después, en 1965, fue construida en el mismo lugar que la anterior la actual, gracias a prestaciones personales y subvenciones de los vecinos de la pedanía. Destaca la reliquia de la Medalla Milagrosa, que según la tradición oral fue cedida por el primer marqués de Beniel en el siglo XVIII a una curandera conocida por el nombre de Tía Pepa 'La Galla', que vivía en un anexo de la ermita, y a su fallecimiento pasó a propiedad de la ermita. Además, la pedanía cuenta con otra ermita, la de La Vereda.
La reactivación demográfico-económica conocida por el pueblo de Beniel desde mediados del XVII, y prolongada durante la centuria siguiente, respondía también a una coyuntura favorable en el área mediterránea y, concretamente, en el reino de Murcia. Esta situación estaba potenciada por la creciente demanda del cereal. Pero este auge no dejó de estar acompañado por las innumerables sequías e inundaciones, que hicieron grandes estragos entre la población. En el siglo XIX, se sumergió en una dinámica de estancamiento y retroceso. En el siglo XX, los esfuerzos económicos de la localidad no desaparecieron. En el siglo XXI, la localidad se ha desarrollado a mejor ritmo, empezando a salir de esa dinámica de estancamiento.

## Clima
En términos de clima, se encuentra en la zona mediterránea, lo que significa que experimenta un clima mediterráneo típico.
En general, el clima se caracteriza por inviernos suaves y veranos calurosos y secos. Los inviernos suelen ser suaves, con temperaturas promedio que oscilan entre los 8 °C y los 16 °C. Es posible que se produzcan algunas lluvias durante esta estación, aunque en menor cantidad en comparación con otras regiones.
Los veranos son cálidos y secos, con temperaturas que pueden superar los 30 °C. Julio y agosto son los meses más calurosos, con máximas que pueden llegar a los 35 °C o más. La falta de lluvias durante los meses estivales es común, lo que contribuye a un clima seco.
En primavera y otoño, las temperaturas son más moderadas, con días agradables y suaves. Estas estaciones suelen ser ideales para disfrutar de actividades al aire libre.

## Etimología
La etimología esincierta, posiblemente del celta "waskā": "opresión", un sustantivo femenino, que, aunque de forma coloquial, hace referencia a un malestar estomacal, sinónimo de náusea, también se refiere a un grupo de personas que mantienen una relación social. Por ejemplo:
"[...] ¡Ah, sí! además fue con tu hermano y con toda la basca ésta de Angela y toda esa gente ... en la calle del Infierno, [...]". (Encuestas del nivel popular, 1987. Ropero, Miguel, Universidad de Sevilla).

## Economía
Esta es una pedanía típicamente huertana, en la que destacan los cultivos de limonero y naranjos, patata, hortalizas y los cultivos forrajeros.
Al igual que ocurre en la mayor parte de las pedanías de la Huerta de Murcia, la actividad agraria constituyó la base tradicional de la economía de las familias, que se dedicaban al cultivo de las parcelas circundantes a sus viviendas, obteniendo productos para el autoabastecimiento.
Actualmente la actividad agraria se trata de un sector en retroceso y en la mayoría de los casos ha quedado relegada a un segundo plano, siendo una actividad económica a tiempo parcial.
Hoy en día la economía está dominada por el sector servicios. Este sector es el de mayor peso económico y el que mayor número de activos ocupa. Está representado principalmente por el pequeño comercio especializado. El sector de la construcción ha ganado peso económico y activos debido al notable desarrollo urbano que viene experimentando la pedanía.

## Fiestas
Se celebra en honor de la Virgen del Amor Hermoso, conocida popularmente como Virgen de la Medalla, por llevar entre sus adornos, una pequeña medalla a la que sus devotos le atribuyen poderes curativos y que se les dejaba a las familias con un enfermo en casa. Según la tradición oral la medalla pertenecía a una anciana que se dedicaba al cuidado de la ermita.
La fecha de la fiesta es el último domingo de julio. Se hacía coincidir con la semana de "la tanda", riego que se daba a las parcelas cultivadas de la pedanía, para aprovechar así el agua que pasaba por la acequia y arreglar las puertas de las casas, de la propia ermita, de los puestos de cascaruja y refrescos, etc., dado que el vecindario no tenía agua corriente, y sólo disponía de un pozo: el del "Tío Mocho".
Las fiestas consisten en un novenario, aunque ahora sólo son tres días. La romería es el domingo anterior a la fiesta mayor y llevan a la Virgen hasta La Vereda de La Basca, pasando el día y regresando a la puesta de sol. La romería se inició en 1982 por iniciativa de sus trece mayordomos. Y, finalmente, la fiesta principal, con la celebración de una misa por la mañana, y la procesión por la tarde, con la Virgen luciendo sus mejores galas, entre ellas la medalla, siendo llevada a hombros por personas, la mayoría con "promesa", por la calle principal y la mota del río.
Cabe reseñar como tradiciones perdidas, el pasacalles que hacia el "Tío de la Charamita" al inicio de las fiestas, o las carreras de cintas en bicicleta, donde los ganadores se llevaban una cinta bordada por las mozas del lugar. También se han perdido el encierro del "cuadro" ¿así llamaban al estandarte de la Virgen¿, en el que cantantes y troveros se reunían con los vecinos en la ermita, para ensalzar a la Virgen con sus recitales. Todo esto después de haberse celebrado un baile en la puerta de la ermita y la rifa de unos animales, aves o conejos, entres los presentes, y "la cucaña" que se hacía el lunes siguiente a la fiesta.
Se mantiene, sin embargo, la costumbre de cantar el himno a la Virgen en las fiestas religiosas. Himno, en dos de cuyos versos, se hace mención de su medalla. El castillo de fuegos artificiales también, al acabar la procesión y la fiesta del chusco, que es el sábado siguiente y en la que las familias comparten una cena.
En la fiesta mayor, los vecinos se reúnen con todos sus familiares, a los que se unen los venidos desde otros pueblos, para comer lo típico: cocido de carne, conejo frito y de postre una gran sandía, a la que le llaman "melón de agua".

## Naturaleza
En la Huerta de Murcia predominan las especies cultivadas, plantándose especies que soportan el alto nivel freático, como las hortalizas y las legumbres.
Son frecuentes en la huerta los cultivos de tomates, patatas, judías y habas en grandes producciones y los de pimientos, cebollas, rábanos y lechugas destinados al consumo familiar o a la venta en los mercados de la zona.
Un árbol que se planta en estas zonas más encharcadas es el membrillero. Entre los cítricos destacan principalmente limoneros y naranjos.
Junto a las especies cultivadas, en la huerta encontramos otras plantas que crecen de manera espontánea. Algunas aparecen en los bancales, como la malva o el vinagrillo, otras en los bordes de caminos, como la cola de caballo o la correhuela y otras que crecen en el borde de las acequias, como ocurre con la sisca.
En las proximidades de las casas es habitual ver la higuera, la morera o la palmera.
El grupo faunístico más variado en la huerta es el de las aves. Son abundantes especies como la Abubilla, Verderón, Curruca cabecinegra y Mirlo.
Otras aves habituales en este ambiente son la Lechuza común, que utiliza las antiguas casas para refugiarse y el autillo, que se aloja en alguno de los árboles con los que cuenta la huerta.
Entre los mamíferos presentes en la huerta aparece principalmente la Musaraña, el Murciélago y el erizo común. A lo largo de toda la huerta es frecuente ver reptiles como la salamanquesa común y la Culebra de agua y anfibios como la Rana común, el Sapo corredor o el Sapo común.

## Gastronomía
La cocina típica de La Basca se corresponde con la cocina de Beniel o de la comida de la huerta murciana. Ésta produce excelentes vegetales y buena oferta de carnes, así como frutas de hueso y cítricos, que son utilizados en su gastronomía. El arroz es un producto muy utilizado en múltiples variantes: con conejo, arroz de verduras, con habichuelas, etc. Otros platos reseñables son la olla gitana, el guiso con pelotas, los michirones o el conejo frito con tomate.
Típicos en la fiesta de San José, o cuando se celebra algún acontecimiento importante a nivel familiar, son los paparajotes y los buñuelos o los rollos de San Antón.

## Comunicaciones
El servicio de viajeros por carretera del municipio se engloba dentro de la marca Movibus, el sistema de transporte público interurbano de la Región de Murcia (España), que incluye los servicios de autobús de titularidad autonómica.
| Línea | Recorrido                                      | Operador |
| ----- | ---------------------------------------------- | -------- |
| 21B   | La Basca - Beniel - Orilla del Azarbe - Murcia | Monbus   |